# Suikerberg
De Suikerberg is een heuvel in het Heuvelland, tussen Dranouter en Nieuwkerke in de Belgische provincie West-Vlaanderen. De top ligt op 65 meter. Het woord "suiker" staat in de streektaal voor goede grond, vandaar de naam Suikerberg.

## Wielrennen
De helling is eenmaal opgenomen geweest in Gent-Wevelgem. In 1991 neemt de wielerklassieker voor het eerst sinds 1955 de Kemmelberg niet op in het parcours, dit wegens een dreigende boycot van vier Franse wielerploegen. De ploegen waren het niet eens met het feit dat ze zonder volgwagen met ploegleider over de Kemmelberg moesten. De organisatie besluit daarop de Kemmelberg te schrappen. In plaats van de voor dat jaar bedoelde drie beklimmingen van de Kemmelberg zoekt men nu naar "2e rangs" hellingen als de Goeberg, de Suikerberg en de Kraaiberg.